# Németország himnusza

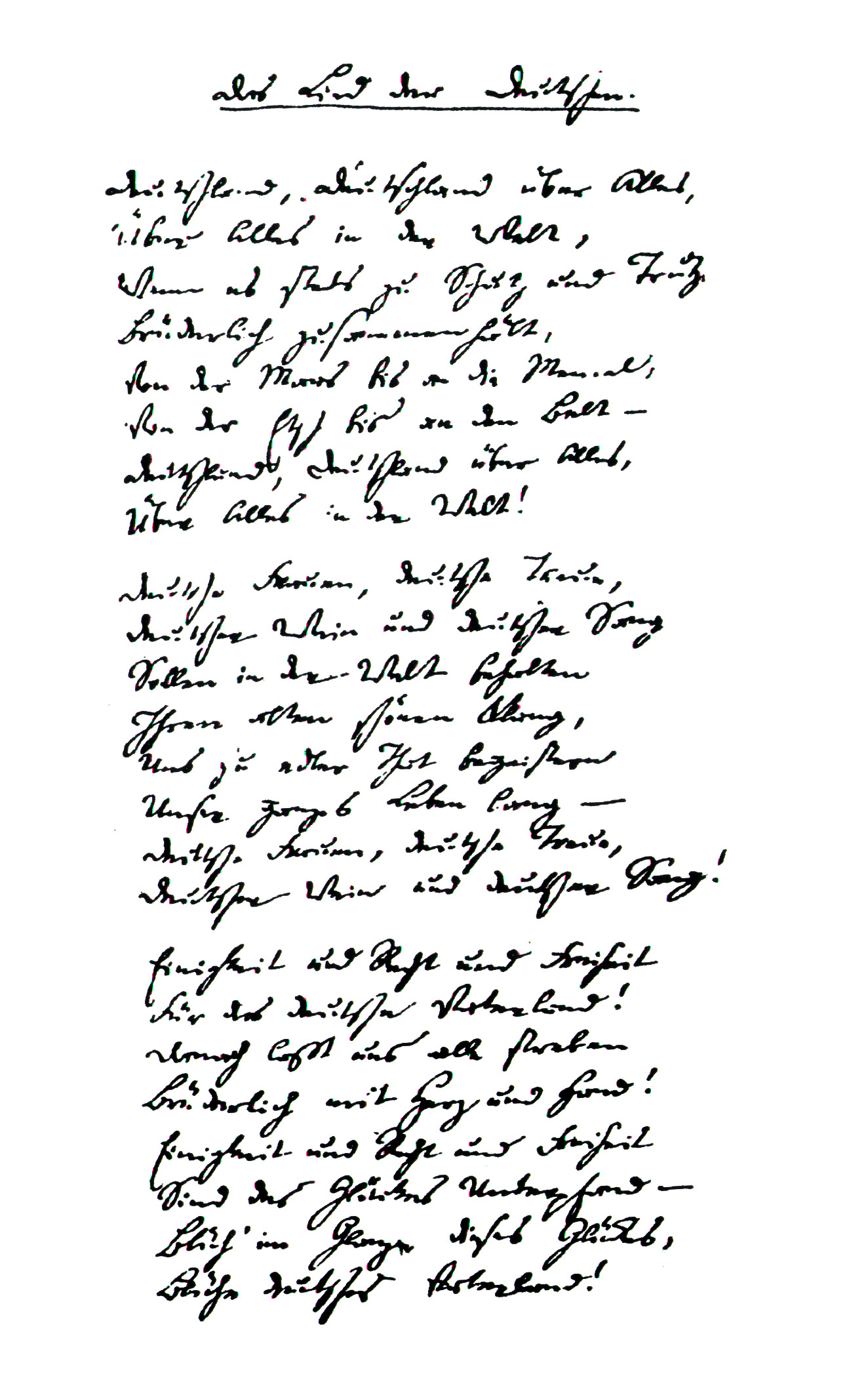
A német himnusz szövege költőjének kézírásával

Das Lied der Deutschen („A németek dala”) című vers harmadik versszaka Németország nemzeti himnusza. Zenéjét Joseph Haydn írta 1797-ben, a szövegét pedig August Heinrich Hoffmann von Fallersleben 1841. augusztus 26-án Helgoland szigetén a német egyesülési törekvések jelképeként.

## Történet
A 19. század kezdetén Németország nem volt egységes, és a számos kis német városállam nagy részének saját himnusza volt. Az első nemzeti himnusz jellegű dal, amely 1866 előtt keletkezett a „Was ist des Deutschen Vaterland” („Mi a német szülőföldje?”) volt. Szövegét Ernst Moritz Arndt írta 1813-ban, míg zenéjét Gustav Reichardt szerezte 1825-ben.
A mai német himnusz dallamát Joseph Haydn szerezte Franz Josef Graf Saurau felkérésére 1796 októbere és 1797 januárja között, mégpedig Lorenz Leopold Haschka himnuszának szövegére: „Gott erhalte Franz den Kaiser...” („Isten óvja Ferenc császárt!...”), az akkor II. Ferenc néven német-római császár, azaz a későbbi I. Ferenc osztrák császár tiszteletére. A császárhimnuszt a Metternich-előfutár Saurau a Bécsben is népszerű francia forradalmi dalok vetélytársának szánta, és a német-római császár előtt 1797. február 12-én mint születésnapi meglepetést adatta elő. A dallamhoz hasonlóak Haydn korábbi műveiben is előfordultak már, de a kész hazafias himnusztól fellelkesedve Op. 76. No. 3 C-dúr vonósnégyeseben, azaz a Kaiserquartettben négy cantus firmus variációt írt rá.
Ettől kezdve hivatalos alkalmakkor ezt a dalt játszották császárhimnusz gyanánt, és a későbbi szövegváltozatok is erre a dallamra alapultak, de olyan, hogy hivatalosan deklarált nemzeti himnusz egyelőre még nem létezett, hiszen nem a nemzet, hanem a császár dicsőítése felelt meg annak a felfogásnak, hogy az istentől rendeltetett császár testesíti meg a birodalmat. A dallamra idővel számos más (és nem csak német nyelvű) szöveget is írtak, köztük a később nemzeti himnusszá lett Lied der Deutschen-t, August Heinrich Hoffmann von Fallersleben 1841. augusztus 26-án írt versét. Ebben a központi szerep már nem egy egyeduralkodónak, hanem a birodalomnak jut. Nemzeti himnusszá azonban csak jóval keletkezése után lett ez a szöveg, sokáig csak egy volt a hazafias dalok közül, például a „Die Wacht am Rhein” is megelőzte népszerűségben. 1890-ben játszották első ízben hivatalos alkalommal, Helgoland átvétele alkalmából.
Németország 1871. évi egyesítésekor a porosz király addigi himnusza, a („Heil Dir im Siegerkranz”) lett a császári himnusz. Ennek dallama az angol „God Save the Queen”-ből származik, amire akkor is, ma is több ország himnusza alapul, máig ez az Egyesült Királyság himnusza is. Ezt a hivatalos alkalmakkor a császár dicsőítésére más dalok között felhangzó himnuszt sem nevezhetjük nemzeti himnusznak, és ez elsősorban a Német Birodalom több szövetségi államból való összetettségére vezethető vissza.
Az első világháború alatt elsősorban hazafias dalokat játszottak, szöveg nélkül vagy propagandaszöveggel, Haydn dallamát is hasonlóan.
1922. augusztus 11-én a weimari köztársaság első elnöke tette meg első ízben hivatalosan is nemzeti himnusszá Fallersleben versét.
Az 1933–1945-ös években a versnek már csak az első szakaszát („Deutschland, Deutschland über alles” – Németország mindenek felett) énekelték, amit a nemzetiszocialista Horst Wessel-dallal egészítettek ki.
A világháborút követő bizonytalan időszak után 1952-ben az elnök és a kancellár közös döntése a Lied der Deutschen-t deklarálta a hivatalos himnusz szövegeként, de azzal, hogy az eredetileg három versszakos versből csak a harmadik versszakot használják hivatalos alkalmakkor. A nyolcvanas évektől kezdve hivatalos alkalmakkor többnyire csak a Haydn-mű zenekari változatát játszották be, szöveg nélkül. 1991-től pedig, ismét a hivatalban levő elnök és a kancellár közös döntése folytán, csakis a Lied der Deutschen a harmadik versszaka Németország nemzeti himnuszának szövege.

## A szöveg
Einigkeit und Recht und Freiheit

Für das deutsche Vaterland!

Danach lasst uns alle streben

Brüderlich mit Herz und Hand!

Einigkeit und Recht und Freiheit

Sind des Glückes Unterpfand;

Blüh' im Glanze dieses Glückes,

Blühe, deutsches Vaterland!
Egységet, jogot és szabadságot

a német hazának!

Erre igyekezzünk mindnyájan

testvériesen, szívvel és kézzel!

Egyetértés és jog és szabadság

Záloga a boldogulásnak.

Virágozz a boldogság csillogásában,

virágozz, német haza!

## Fordítás
- Ez a szócikk részben vagy egészben  a   Deutsche Nationalhymne című német Wikipédia-szócikk ezen változatának fordításán alapul.  Az eredeti cikk szerkesztőit annak laptörténete sorolja fel. Ez a jelzés csupán a megfogalmazás eredetét és a szerzői jogokat jelzi, nem szolgál a cikkben szereplő információk forrásmegjelöléseként.
- Ez a szócikk részben vagy egészben  az   Österreichische Kaiserhymnen című német Wikipédia-szócikk ezen változatának fordításán alapul.  Az eredeti cikk szerkesztőit annak laptörténete sorolja fel. Ez a jelzés csupán a megfogalmazás eredetét és a szerzői jogokat jelzi, nem szolgál a cikkben szereplő információk forrásmegjelöléseként.
- Ez a szócikk részben vagy egészben  a   Franz Josef Graf Saurau című német Wikipédia-szócikk ezen változatának fordításán alapul.  Az eredeti cikk szerkesztőit annak laptörténete sorolja fel. Ez a jelzés csupán a megfogalmazás eredetét és a szerzői jogokat jelzi, nem szolgál a cikkben szereplő információk forrásmegjelöléseként.
- Ez a szócikk részben vagy egészben  a   Lied der Deutschen című német Wikipédia-szócikk ezen változatának fordításán alapul.  Az eredeti cikk szerkesztőit annak laptörténete sorolja fel. Ez a jelzés csupán a megfogalmazás eredetét és a szerzői jogokat jelzi, nem szolgál a cikkben szereplő információk forrásmegjelöléseként.